# Círculo de rádio excêntrico

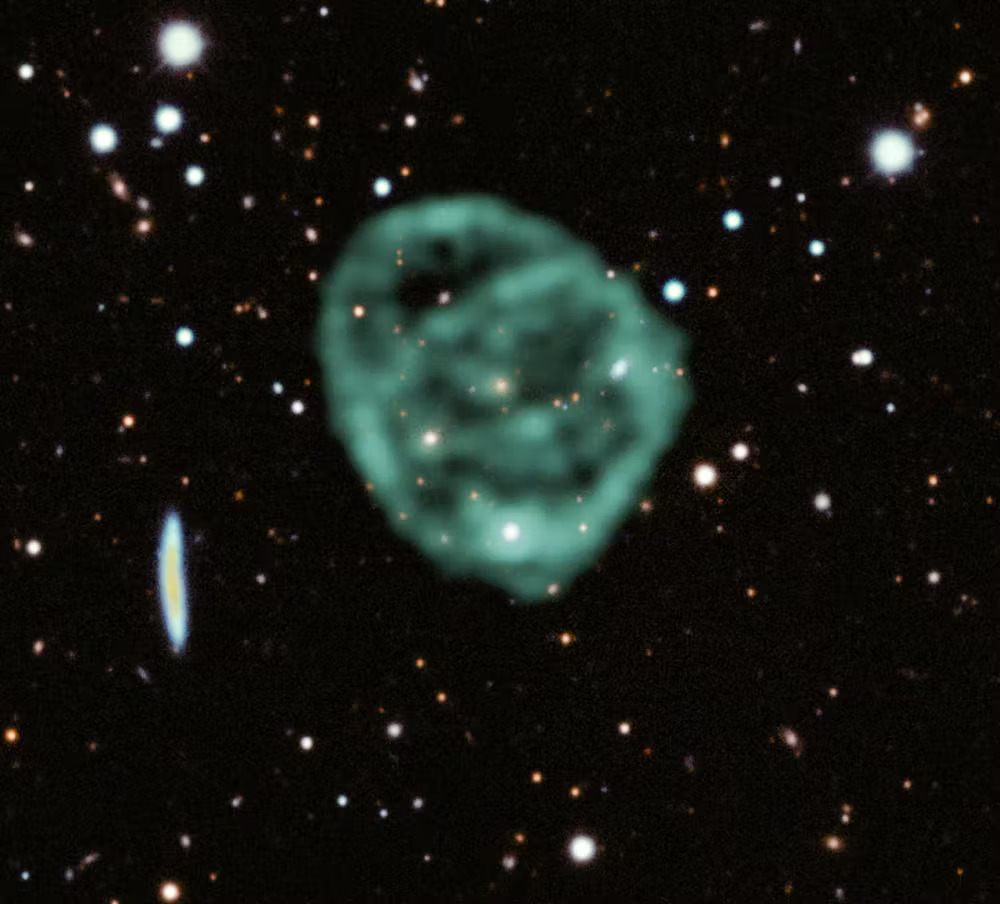
Emissão de radiofrequência de um círculo de rádio.

Em astronomia, um círculo de rádio excêntrico (ORC - Odd radio circle) é um objeto astronômico inexplicável muito grande que, em comprimentos de onda de rádio, é altamente circular e mais brilhante ao longo de suas bordas. Desde 26 de junho de 2020, houve quatro desses objetos (e possivelmente mais seis) observados.
Um círculo de rádio excêntrico foi revelado pela primeira vez pelo radiotelescópio ASKAP.  Os ORCs são brilhantes em comprimentos de onda de rádio, mas não são visíveis em comprimentos de onda visíveis, infravermelhos ou de raios-X. Em alguns casos, contém uma galáxia em seu centro.

## Possibilidades descartadas
As teorias sobre o que os causou variaram de ondas de choque galácticas às gargantas de buracos de minhoca. Os pesquisadores descartaram várias possibilidades para o que podem ser ORCs.
- Eles não podem ser remanescentes de supernovas, as nuvens de detritos deixados para trás quando uma estrela em nossa galáxia explode. Eles estão longe da maioria das estrelas da Via Láctea e há muitos deles.
- Eles não podem ser os anéis de emissão de rádio às vezes vistos em galáxias passando por intensas explosões de formação de estrelas. Não vemos nenhuma galáxia subjacente que hospedaria a formação estelar.
- Eles não podem ser os lóbulos gigantes de emissão de rádio que vemos em galáxias de rádio, causados por jatos de elétrons saindo dos arredores de um buraco negro supermassivo. Provavelmente não, porque os ORCs são distintamente circulares, ao contrário das nuvens emaranhadas que vemos em galáxias de rádio.